# Ministerio de Educación de Ecuador
El Ministerio de Educación de Ecuador fue creado el 16 de abril de 1884, durante el gobierno de José María Plácido Caamaño. El Ministerio de Educación en Ecuador está encargada de la educación nacional en los niveles inicial, básico y bachillerato, conocidos antiguamente como jardín, escuela y colegio. 

## Historia
En 1884 se produce un hecho importante: la creación del Ministerio de Instrucción Pública para la organización, administración y control de las instituciones que ofrecían distintas oportunidades de enseñanza. Para este año las estadísticas señalan el funcionamiento de 1207 escuelas primarias con 76 150 alumnos, atendidos por 1605 profesores; y, 45 escuelas secundarias con 7 220 alumnos, atendidos por 516 profesores. La Ley Orgánica de Instrucción Pública, de 1906, determina que la instrucción pública se da en todos los establecimientos nacionales sostenidos por el Estado: comprende la enseñanza primaria, secundaria y superior, que se organiza y desarrolla en escuelas, colegios y universidades. Las escuelas de enseñanza primaria son de tres clases: elementales, medias y superiores. Los establecimientos de enseñanza secundaria se dividen en tres secciones: la inferior, la superior y la especial. La enseñanza superior comprende las siguientes facultades: de Jurisprudencia; de Medicina, Cirugía y Farmacia; de Ciencias Matemáticas, Física y Naturales. Por esta Ley, se establecen también las Escuelas Pedagógicas, las Escuelas de Artes y Oficios, y se institucionalizan los establecimientos de enseñanza libre sostenidos por corporaciones o por personas y/o entidades particulares.
En el año de 1966, se produce una de las principales innovaciones al organizar la educación media en dos etapas: el ciclo básico de tres años; y, el ciclo diversificado, también de tres años. El ciclo básico pretende proporcionar al alumno cultura general sólida y preparación para el trabajo en la perspectiva de una orientación vocacional, a través de opciones prácticas. El ciclo diversificado pretende proporcionar al alumno una educación diferenciada, de acuerdo con las actividades humanas fundamentales, capacitando ya sea en el campo científico/humanístico o en el técnico.
En el año 2010 comenzó una reforma al sistema de educación media, al eliminar el bachillerato por especialidad e implementar el bachillerato unificado, en el año 2012 el estado en colaboración con la Organización del Bachillerato Internacional (OBI) implemento el bachillerato internacional en loa colegios públicos, este tipo de bachillerato se mantuvo hasta el 2020 en el que debido a las falta de presupuesto la organización dejó de entregar los diplomas.
Esta reforma afectó a los colegios de bellas artes y conservatorios de música, que tuvieron que integrar el resto del programa curricular del bachillerato unificado. Junto con estas reformas la Ley Orgánica de Educación Superior (LOES) creó el Sistema Nacional de Nivelación y Admisión en el cual todo estudiante bachiller debía aprobar un examen que otorga un cupo a la universidad.

### Educación Especial e Inclusiva
El 11 de julio de 2018 se presentó el Modelo Nacional de Gestión para Instituciones de Educación Especializada, que busca socializar con la comunidad educativa, instituciones públicas y organizaciones civiles las distintas estrategias de fortalecimiento, ofertas educativas y medidas de acción afirmativa implementadas para los estudiantes con necesidades educativas especiales.